# Švédské letectvo
Švédské letectvo (švédsky Flygvapnet) jsou letecké síly Švédska. V současnosti je vyzbrojeno převážně letouny Saab, zejména JAS 39 a cvičnými letadly SK 60 a také letouny z USA a také výjimečně ze zbytku EU. 
Letectvu je od roku 1998 podřízeno i Vrtulníkové křídlo ozbrojených sil (Försvarsmaktens Helikopterflottilj) sdružující vrtulníkové jednotky dříve podléhající leteckým složkám pozemních (Arméflyget) a námořních (Marinflyget) sil.

## Historie
Švédské vzdušné síly, coby nezávislá složka ozbrojených sil Švédska, vznikly v roce 1926 sloučením armádní „Letecké roty“ (Flygkompaniet) a leteckých oddílů (Flygavdelningar) námořnictva. V roce 1930 měly již sedm eskadron.[zdroj⁠?!] Za druhé světové války pomáhalo Švédsko Finsku v zimní válce, kdy poslalo Finům dvacet devět letounů, počítaje v to i stroje křídla F 19, složeného ze švédských dobrovolníků, kteří přišli na pomoc napadenému Finsku, a umožnilo přepravu další materiální pomoci přes své území. Později během války silné letectvo, dosahující počtu až 800 strojů, přispělo k odvrácení hrozby možné invaze do Švédska. Za studené války budovalo Švédsko nadále silné letectvo na ochranu své neutrality. Švédsko si mohlo vybrat mezi silným letectvem či vyvinout atomovou bombu. Nakonec se rozhodli pro letectvo. Tak vznikl i návrh úspěšné JAS-39.

## Přehled letecké techniky
Tabulka obsahuje přehled letecké techniky Švédského letectva podle Flightglobal.com.
| Název                          | Fotografie     | Původ          | Určení                                            | Verze                 | V aktivní službě | Poznámky                                     |                |
| Bojové letouny                 | Bojové letouny | Bojové letouny | Bojové letouny                                    | Bojové letouny        | Bojové letouny   | Bojové letouny                               | Bojové letouny |
| ------------------------------ | -------------- | -------------- | ------------------------------------------------- | --------------------- | ---------------- | -------------------------------------------- | -------------- |
| Saab JAS-39 Gripen             |                | Švédsko        | víceúčelový bojový letoundvoumístný bojový letoun | JAS 39CJAS 39EJAS 39D | 72023            | Je objednáno 60 kusů varianty Gripen E.      |                |
| Speciální letouny              |                |                |                                                   |                       |                  |                                              |                |
| Gulfstream IV                  |                | USA            | letoun elektronického průzkumu                    | S 102B                | 2                |                                              |                |
| Lockheed KC-130H Hercules      |                | USA            | letoun pro tankování paliva za letu               | TP 84                 | 1                |                                              |                |
| Saab 340                       |                | Švédsko        | letoun včasné výstrahy a varování                 | S 100D                | 3                |                                              |                |
| Dopravní a transportní letouny |                |                |                                                   |                       |                  |                                              |                |
| Lockheed C-130H Hercules       |                | USA            | transportní letoun                                | TP 84                 | 4                |                                              |                |
| Saab 340                       |                | Švédsko        | lehký dopravní letoun                             | TP 100                | 1                |                                              |                |
| Cvičná letadla                 |                |                |                                                   |                       |                  |                                              |                |
| Pilatus PC-21                  |                | Švýcarsko      | cvičný letoun                                     |                       | 0                | Předběžně objednáno 20 kusů.                 |                |
| Saab 105                       |                | Švédsko        | cvičný letoun                                     | SK 60                 | 43               |                                              |                |
| Vrtulníky                      |                |                |                                                   |                       |                  |                                              |                |
| Agusta A109                    |                | Itálie         | užitkový vrtulník                                 | Hkp 15AHkp 15B        | 128              | Hkp 15B je verze určená k námořním operacím. |                |
| NHIndustries NH90              |                | Evropská unie  | pátrání a záchranaprotiponorkový boj              | Hkp 14AHkp 14B        | 95               | Objednány další 4 kusy.                      |                |
| Sikorsky UH-60 Black Hawk      |                | USA            | transportní vrtulník                              | Hkp 16                | 15               |                                              |                |

## Fotogalerie

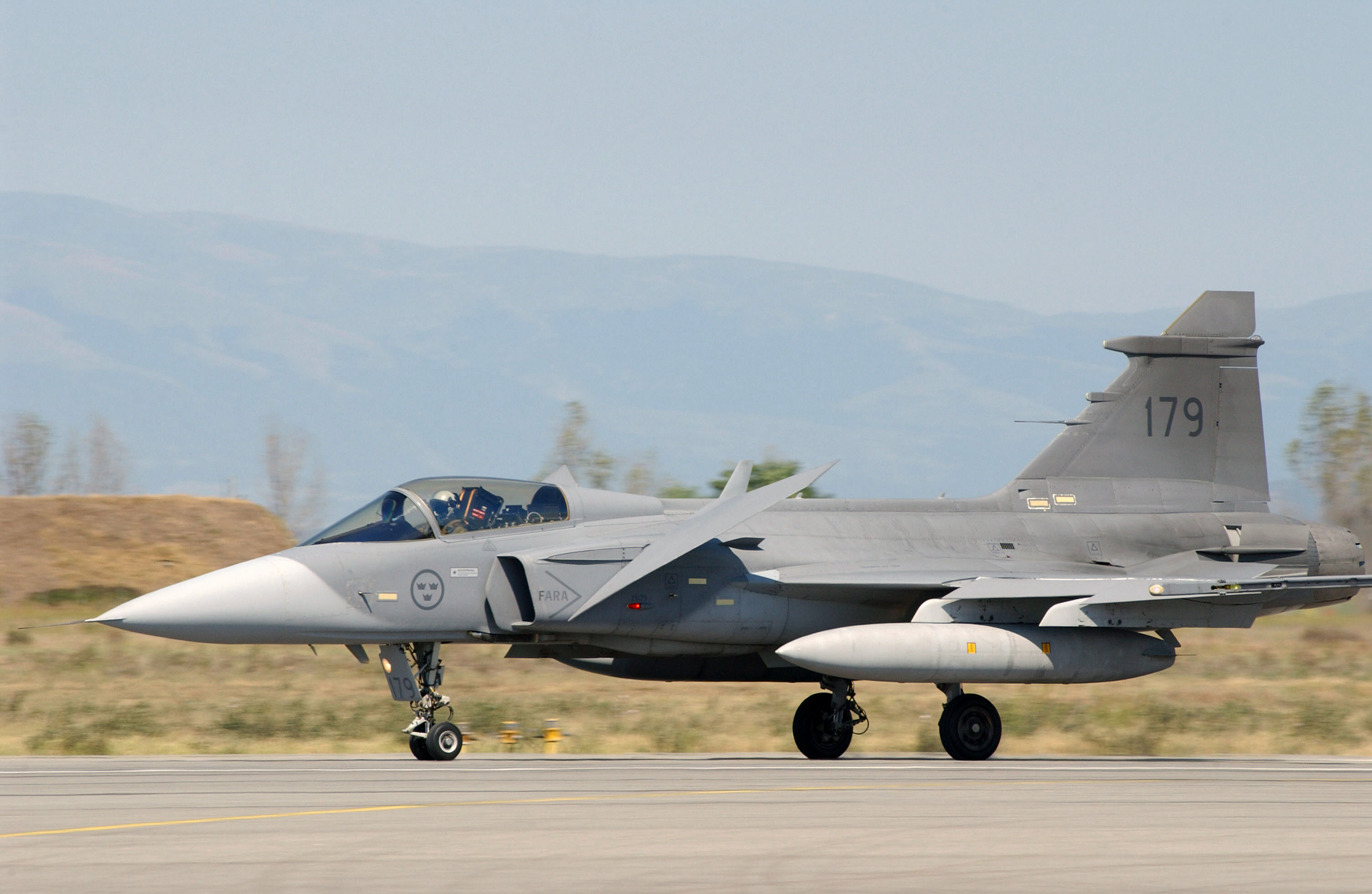
JAS-39 Gripen
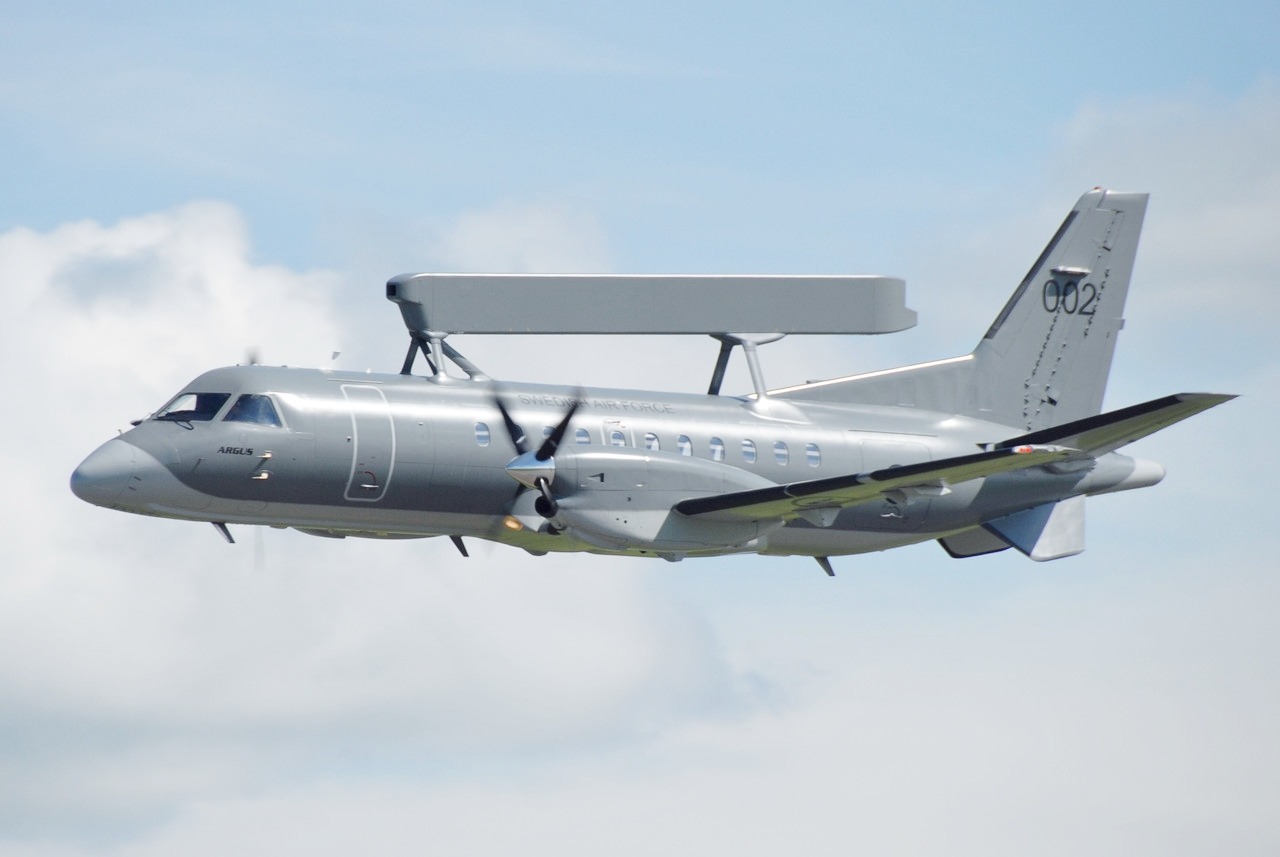
Letoun včasné výstrahy a varování S 100B Argus
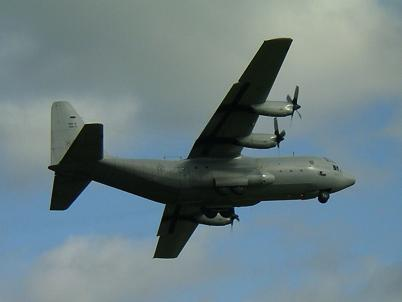
C-130 Hercules
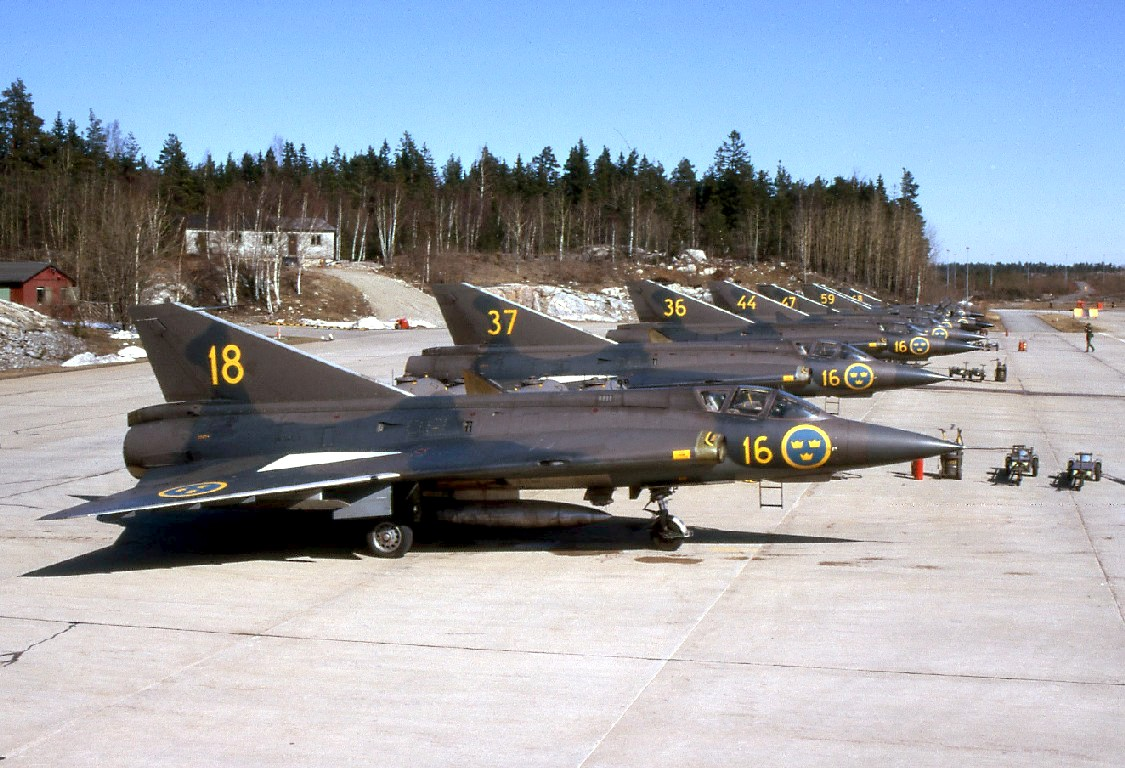
Saab 35 Draken (1960–1999)
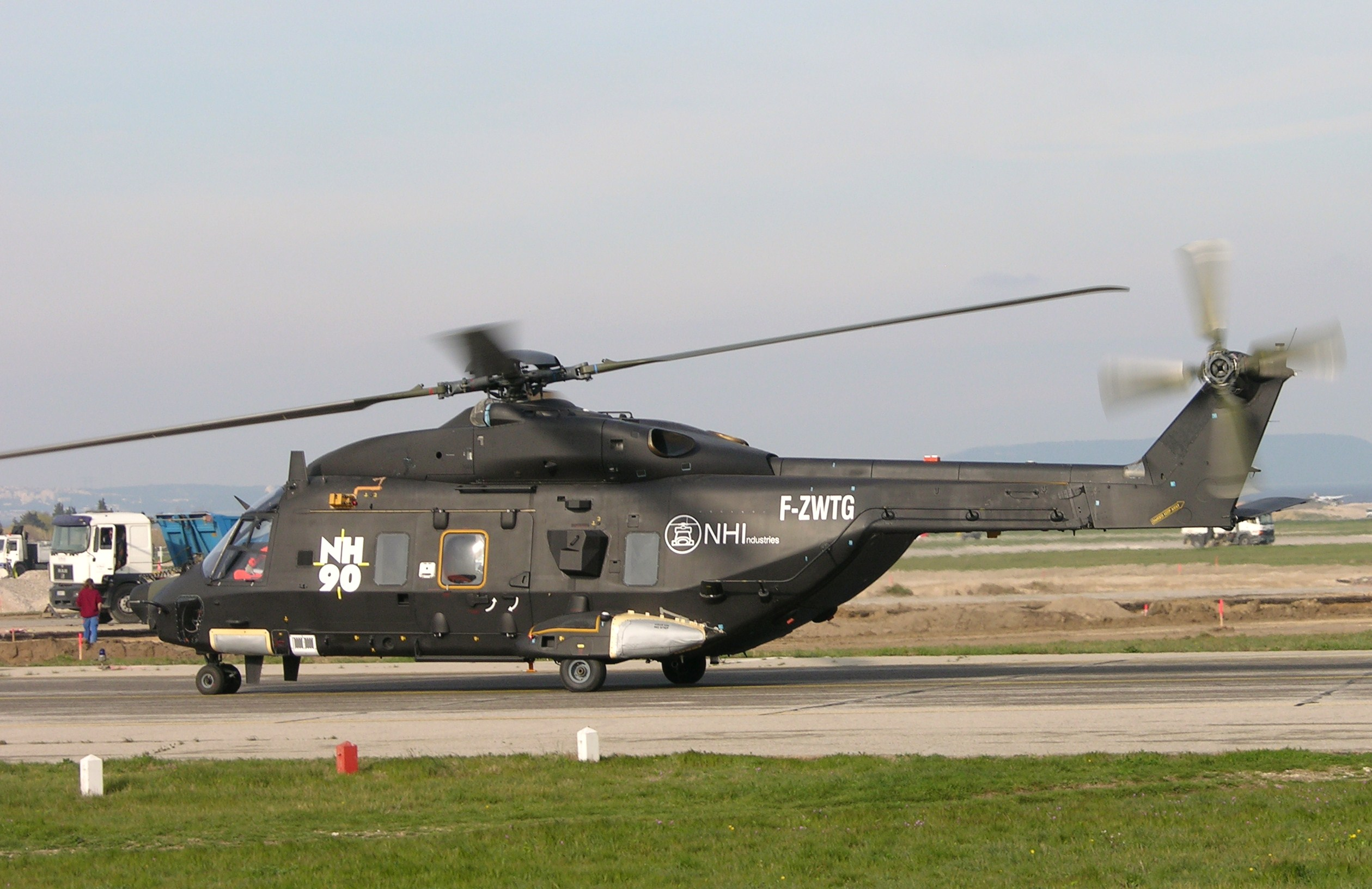
Hkp 14 (NHIndustries NH90)
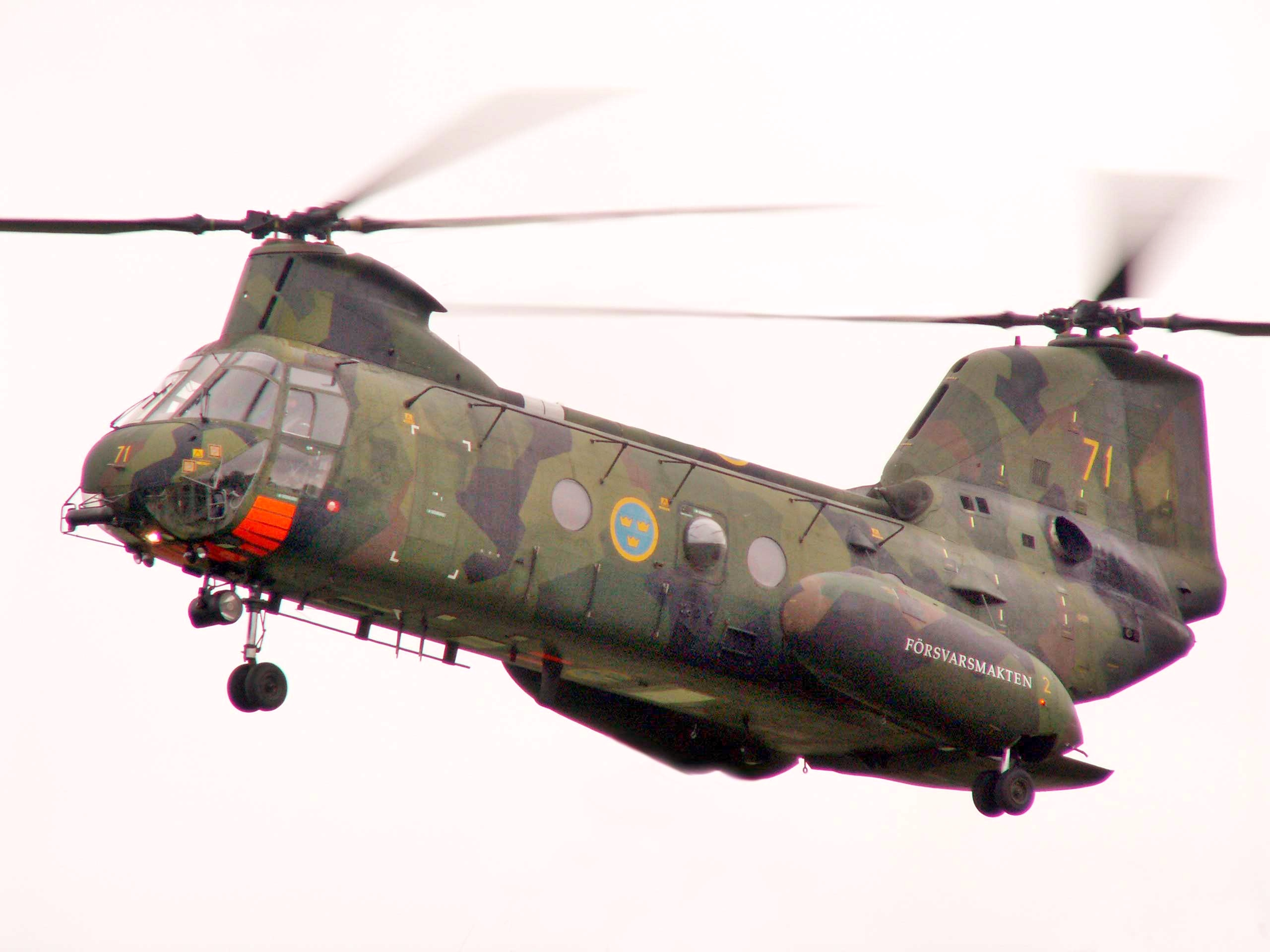
Hkp 4